# Arvedin Terzić
Arvedin Terzić (* 2. April 1989 in Zvornik) ist ein ehemaliger bosnischer Fußballspieler. Er spielte auf der Position eines linken Mittelfeldspielers.

## Sportliche Laufbahn
Terzić begann seine Karriere beim RSV Post 17 in Wien, ehe er für eine Saison zum SC Team Wiener Linien wechselte. Danach kehrte er ein Jahr zum RSV zurück um wiederum eine Saison darauf bei der Jugendmannschaft des Teams Wiener Linien zu spielen.
2006 wechselte er zum österreichischen Rekordmeister SK Rapid Wien und wurde dort 2008 in die zweite Mannschaft geholt. Terzić gab sein Debüt für die Rapid Amateure am 7. März 2008 gegen den SC Neusiedl am See, als er für Christopher Drazan eingewechselt wurde. Neben Drazan war auch der österreichische Nationalspieler Yasin Pehlivan Mitspieler Terzićs. 2010 wechselte er innerhalb der Regionalliga Ost zum Floridsdorfer AC, welchen er 2012 in Richtung Vorarlberg verließ.
Der linke Mittelfeldspieler wechselte zum FC Lustenau in die Erste Liga. Sein erstes Spiel in der zweithöchsten österreichischen Spielklasse machte der Bosnier am 20. Juli 2012 gegen den späteren Meister SV Grödig, als er in der 60. Minute für Julian Rupp ausgewechselt wurde. Das Spiel wurde 0:3 verloren.
Nach guten Leistungen bei den Lustenauern wurde der Bundesligist SC Wiener Neustadt auf ihn aufmerksam und Terzić wechselte im Winter zu den Niederösterreichern. Sein Debüt in der höchsten österreichischen Spielklasse gab er am 23. Februar 2012 gegen die SV Ried, als er in der 61. Minute für Dominik Hofbauer eingewechselt wurde. Das Heimspiel endete torlos 0:0-Unentschieden. Sein erstes Tor in der Bundesliga gelang dem Mittelfeldspieler einige Tage später am 2. März 2013 gegen den FC Red Bull Salzburg zur zwischenzeitlichen Führung bei der 1:3-Niederlage. Nach einem Achillessehnenriss fiel der Bosnier bis Ende des Jahres 2013 aus. 2014 wechselte er zum Floridsdorfer AC. Im Januar 2016 wurde sein Vertrag beim Zweitligisten aufgelöst. Danach ließ er seine Karriere beim Kremser SC und dem ASK Kottingbrunn ausklingen.